# Flaga Kanady
Flaga Kanady – jeden z symboli państwowych Kanady.

## Symbolika
Prostokąt podzielony na trzy pionowe pasy: czerwony, biały i czerwony, z umieszczonym w centrum, na białym pasie, czerwonym liściem klonu.
Kolory biały i czerwony są oficjalnymi kolorami Kanady, nadanymi temu krajowi w 1921 przez króla Jerzego V.

## Historia
Początkowo brytyjskie kolonie w Kanadzie używały flagi Wielkiej Brytanii, tzw. Union Jack. Po utworzeniu Konfederacji Kanady w 1867 roku zaczęto używać brytyjskiego Czerwonego Sztandaru z naniesionymi na część swobodną herbami poszczególnych prowincji. Pierwsze odnotowane użycie tak skonstruowanej flagi datuje się na rok 1871, kiedy na płacie umieszczono połączony herb Ontario, Quebecu, Nowego Brunszwiku i Nowej Szkocji.
W 1921 roku, po dodaniu do niego oficjalnego herbu państwowego, Kanadyjski Czerwony Sztandar uzyskał status urzędowy. Pierwotnie jego wywieszanie było dozwolone wyłącznie na kanadyjskich placówkach poza granicami kraju, zaś urzędy w samej Kanadzie otrzymały stosowne pozwolenie w roku 1945. Uwzględniając modyfikację herbu z roku 1957, flaga o takim wzorze pozostała w użyciu do 1965 roku, choć w rzeczywistości nie miała charakteru flagi państwowej.
W 1926 pierwszy raz powstał pomysł stworzenia odrębnej flagi Kanady. Projekt nie wyszedł jednak poza wstępną fazę; do idei tej wrócono dopiero po dwudziestu latach. W 1946 Parlament Kanady rozpisał konkurs na projekt flagi, na który wpłynęło ponad 2600 prac. Konkurs jednak nie został wtedy rozstrzygnięty. Dopiero w 1964 roku premier Lester Pearson, wobec zbliżającej się setnej rocznicy Konfederacji Kanady, zakomunikował kolejny zamiar, tym razem udany, stworzenia nowej flagi kraju. Do wyboru projektu powołano parlamentarny komitet z udziałem przedstawicieli obu izb, Senatu i Izby Gmin. W efekcie wyselekcjonowano trzy:
- Czerwona bandera z brytyjskim Union Jack i burbońskimi liliami (symbol Quebecu). Flaga ta miała symbolizować równowagę pierwiastków brytyjskich i frankofońskich w społeczeństwie kanadyjskim.
- Flaga z gałązką trzech klonowych liści z niebieskimi pasami na skrajach,
- Czerwono-biało-czerwona flaga z jednym, stylizowanym liściem klonu[3].

Ostatecznie wybrano trzeci projekt. 15 grudnia 1964 r. wzór otrzymał poparcie Izby Gmin, a dwa dni później Senatu. Następnie został zatwierdzony przez królową Elżbietę II edyktem z 28 stycznia 1965 r., który wszedł w życie 15 lutego tego samego roku. Tego samego dnia nowa flaga została po raz pierwszy wywieszona na Parliament Hill w Ottawie, na uroczystości z udziałem gubernatora generalnego Georges’a Vaniera, premiera Lestera Pearsona, członków rządu oraz tłumu Kanadyjczyków.
W 2013 roku wprowadzono odrębny wzór kanadyjskiej bandery wojennej. Został nią biały płat materiału w kantonie zawierający flagę państwową, zaś w części swobodnej niebieskie kotwicę i orła poniżej niebieskiej korony. Tak skonstruowane weksylium było w użyciu od 1968 roku, jednak dotąd pełniło funkcję proporca marynarki (jako bandery wojennej używano czerwono-biało-czerwonej flagi państwowej). Decyzja z 2013 roku zamieniła funkcje obu flag.

## Konstrukcja i wymiary
Flaga Kanady jest prostokątem o stosunku boków 1:2.
Flaga podzielona jest na trzy obszary. Dwa zewnętrzne, w czerwonym kolorze, mają poziome boki równe jednej czwartej długości całej flagi. Środkowe, białe pole jest kwadratem i zajmuje połowę całej powierzchni flagi. W środkowej części na białym tle umieszczony jest czerwony, stylizowany liść klonowy o jedenastu wierzchołkach.